# Messenger of Mathematics
Le Messenger of Mathematics est une ancienne revue mathématique britannique. Le premier rédacteur en chef était William Allen Whitworth assisté de Charles Taylor. La publication s'étend de 1872 à 1929 et couvre 58 volumes. James Whitbread Lee Glaisher a succédé à Whitworth comme rédacteur en chef. Au XIXe siècle les contributions étrangères représentaient 4,7 % de l'ensemble des pages mathématiques de la revue.

## Histoire
Le journal s'intitulait à l'origine Oxford, Cambridge and Dublin Messenger of Mathematics. Ce sont des étudiants en mathématiques qui le faisaient fonctionner, sous la supervision d'un comité de rédaction composé de membres des universités d'Oxford, de Cambridge et de Dublin (cette dernière étant en fait un seul collège, le Trinity College de Dublin). Les volumes 1 à 5 ont été publiés entre 1862 et 1871. Le journal a fusionné en 1930 avec le Quarterly Journal of Pure and Applied Mathematics pour former le Quarterly Journal of Mathematics.